# III. třída okresu Uherské Hradiště 2003/2004
V utkáních III. třídy okresu Uherské Hradiště 2003/2004, jedné ze skupin 9. nejvyšší fotbalové soutěže v Česku, se utkalo 14 týmů dvoukolovým systémem podzim – jaro. Tento ročník začal v srpnu 2003 a skončil v červnu 2004.
Postup do  II. třídy okresu Uherské Hradiště 2004/2005 si zajistily první dva týmy TJ Bílovice a TJ Sokol Horní Němčí. Do IV. třídy okresu Uherské Hradiště 2004/2005 sestoupily poslední dva týmy TJ Družstevník Popovice a TJ Přečkovice.

## Konečná tabulka III. třídy okresu Uherské Hradiště 2003/2004
| Poř. | Tým                            | Z  | V  | R | P  | VG | OG  | B  |
| ---- | ------------------------------ | -- | -- | - | -- | -- | --- | -- |
| 1.   | TJ Bílovice                    | 26 | 17 | 6 | 3  | 74 | 37  | 57 |
| 2.   | TJ Sokol Horní Němčí           | 26 | 18 | 2 | 6  | 70 | 32  | 56 |
| 3.   | TJ Sokol Kostelany nad Moravou | 26 | 12 | 7 | 7  | 55 | 51  | 43 |
| 4.   | TJ Topolná                     | 26 | 14 | 1 | 11 | 71 | 54  | 43 |
| 5.   | FK Ostrožská Nová Ves „B“      | 26 | 12 | 6 | 8  | 47 | 36  | 42 |
| 6.   | TJ Sokol Březová               | 26 | 12 | 6 | 8  | 58 | 37  | 42 |
| 7.   | TJ Sokol Huštěnovice           | 26 | 12 | 4 | 10 | 51 | 38  | 40 |
| 8.   | TJ Sokol Mistřice              | 26 | 11 | 5 | 10 | 45 | 47  | 38 |
| 9.   | Sokol Suchá Loz                | 26 | 9  | 7 | 10 | 43 | 44  | 34 |
| 10.  | Sokol Bystřice pod Lopeníkem   | 26 | 8  | 6 | 12 | 44 | 47  | 30 |
| 11.  | FC Vodafix Žítková             | 26 | 8  | 6 | 12 | 35 | 54  | 30 |
| 12.  | Sokol Částkov                  | 26 | 10 | 0 | 16 | 51 | 71  | 30 |
| 13.  | TJ Družstevník Popovice        | 26 | 7  | 4 | 15 | 36 | 51  | 25 |
| 14.  | TJ Přečkovice                  | 26 | 2  | 0 | 24 | 28 | 109 | 6  |

Poznámky:
- Z = Odehrané zápasy; V = Vítězství; R = Remízy; P = Prohry; VG = Vstřelené góly; OG = Obdržené góly; B = Body; (S) = Mužstvo sestoupivší z vyšší soutěže

|  | Postup do II. třídy okresu Uherské Hradiště 2004/2005 |
|  | Sestup do IV. třídy okresu Uherské Hradiště 2004/2005 |